# Salpesia
Genre
Salpesia est un genre d'araignées aranéomorphes de la famille des Salticidae.

## Distribution
Les espèces de ce genre se rencontrent en Australie et aux Seychelles.

## Liste des espèces
Selon World Spider Catalog (version 18.0, 14/05/2017) :
- Salpesia bicolor (Keyserling, 1883)
- Salpesia bimaculata (Keyserling, 1883)
- Salpesia soricina Simon, 1901
- Salpesia squalida (Keyserling, 1883)
- Salpesia villosa (Keyserling, 1883)

## Publication originale
- Simon, 1901 : Études arachnologiques. 31e Mémoire. L. Descriptions d'espèces nouvelles de la famille des Salticidae (suite). Annales de la Société Entomologique de France, vol. 70, p. 66-76 (texte intégral).